# Número Mach

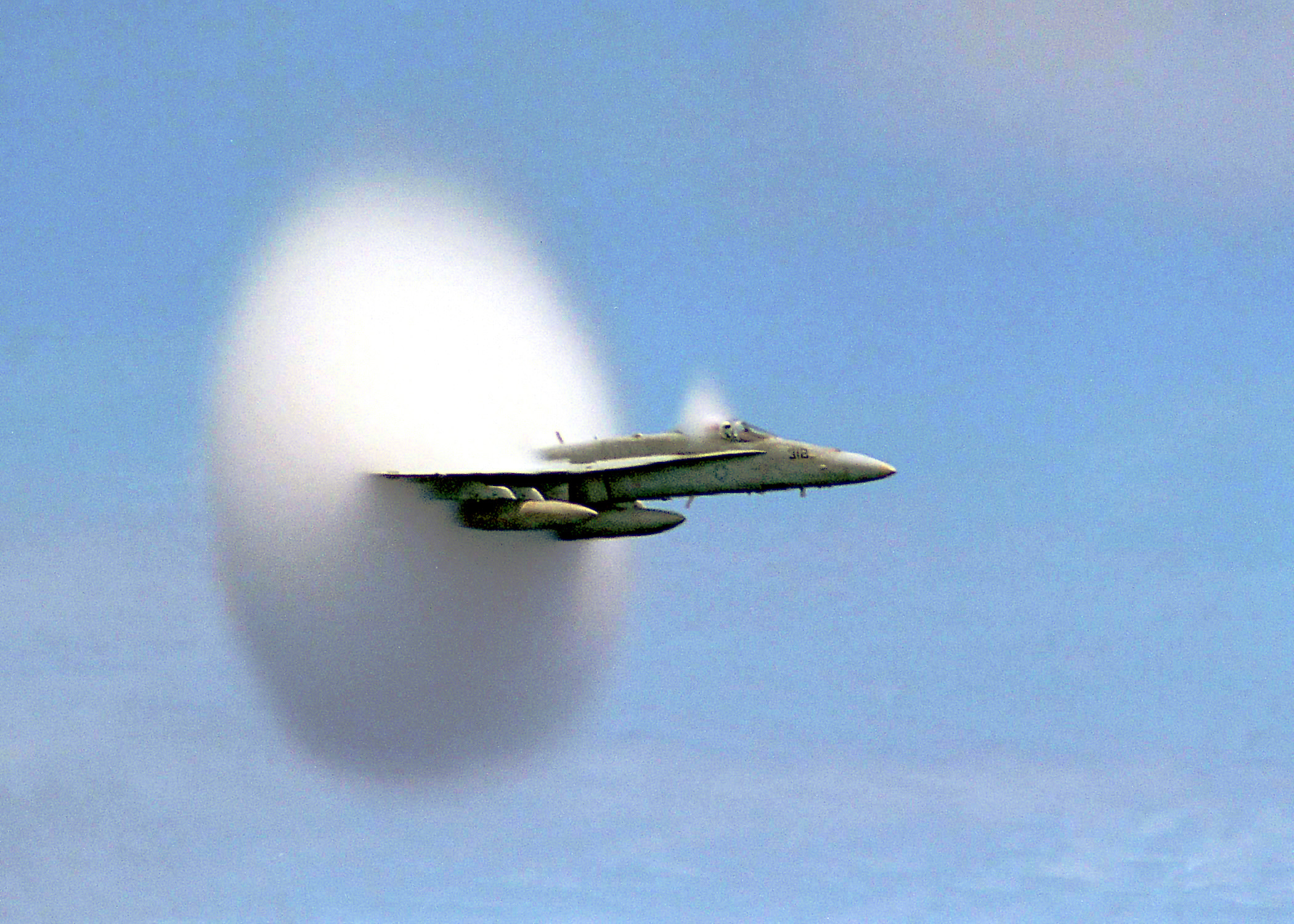
Un avión F/A-18 Hornet volando a velocidad supersónica. El disco blanco que se forma es vapor de agua condensándose a consecuencia de la onda de choque. Este fenómeno se conoce como singularidad de Prandtl-Glauert.

El número Mach (M), conocido en el uso coloquial como mach, es una medida de velocidad relativa que se define como el cociente entre la velocidad de un objeto y la velocidad del sonido en el medio en que se mueve dicho objeto.
Este número fue propuesto por el físico austríaco Ernst Mach (1838‑1916).
Dicha relación puede expresarse según la ecuación:
| Símbolo                      | Nombre                                  |
| ---------------------------- | --------------------------------------- |
| {\displaystyle \mathrm {M} } | número mach                             |
| {\displaystyle u}            | velocidad de objeto en movimiento       |
| {\displaystyle u_{s}}        | velocidad del sonido en el medio físico |

El mach es un número adimensional normalmente utilizado para describir la velocidad de los aviones; así, mach 1 equivale a la velocidad del sonido, mach 2 es dos veces la velocidad del sonido, etc.
Este número fue propuesto por el físico austríaco Ernst Mach (1838‑1916), uno de los más grandes teóricos de la física de los siglos XIX-XX, como una manera sencilla de expresar la velocidad de un objeto con respecto a la velocidad del sonido.
La utilidad del número de Mach reside en que permite expresar la velocidad de un objeto no de forma absoluta en km/h o m/s, sino tomando como referencia la velocidad del sonido, algo interesante desde el momento en que la velocidad del sonido cambia dependiendo de las condiciones de la atmósfera. Por ejemplo, cuanto mayor sea la altitud sobre el nivel del mar o menor la temperatura de la atmósfera, menor es la velocidad del sonido. De esta manera, no es necesario saber la velocidad del sonido para saber si un avión que vuela a una velocidad dada la ha superado: basta con saber su número de mach.
Desde el punto de vista de la mecánica de fluidos, la importancia del número de Mach reside en su relación con la compresibilidad de un gas; cuando este número es menor de 0,3 se considera fluido incompresible en el estudio de aerodinámica y modelos con aire o gases, simplificando notoriamente los cálculos realizados por ordenador.
La velocidad local del sonido, y por tanto el número de Mach, depende de la temperatura del gas circundante. El número de Mach se utiliza principalmente para determinar la aproximación con la que un flujo puede tratarse como un flujo incompresible. El medio puede ser un gas o un líquido. El límite puede desplazarse en el medio, o puede estar inmóvil mientras el medio fluye a lo largo de él, o ambos pueden estar en movimiento, con diferentes velocidades: lo que importa es su velocidad relativa con respecto a la otra. El límite puede ser el de un objeto inmerso en el medio, o el de un canal como una tobera, difusor o túnel de viento que canalice el medio. Como el número de Mach se define como la relación entre dos velocidades, es un número adimensional. Si M < 0,2-0,3 y el flujo es cuasi estacionario e isotérmico, los efectos de la compresibilidad serán pequeños y se podrán utilizar ecuaciones simplificadas de flujo incompresible.

## Etimología
El número de Mach debe su nombre al físico austríaco Ernst Mach (1838‑1916),
y es una designación propuesta por el ingeniero aeronáutico suizo Jakob Ackeret (1898‑1981) en 1929.
Como el número de Mach es una cantidad adimensional en lugar de una unidad de medida, el número viene después de la unidad; el segundo número de Mach es Mach 2 en lugar de 2 Mach (o 2 Machs). Esto recuerda en cierto modo a la unidad mark (sinónimo de fathom) de principios de la era moderna, que también utilizaba unidades, y puede haber influido en el uso del término Mach.
En la década anterior a los vuelos supersónicos, los ingenieros aeronáuticos se referían a la velocidad del sonido como número de Mach, nunca como mach 1.

## Plan de vuelo
En planificación aérea, las velocidades en mach se utilizan para calcular la velocidad de crucero, con independencia de que en las fases de despegue, transición, aterrizaje y aproximación final se utilice la velocidad indicada en nudos -kias- acorde con las prestaciones del avión en concreto, que generalmente se incluyen como un combustible adicional a efectos de plan de vuelo. Las velocidades de crucero se miden en un porcentaje de mach expresado como % de la velocidad del sonido, generalmente entre 0,78 y 0,86 para jets comerciales. 
Estas velocidades expresan el comportamiento y consumo del avión respecto de la masa de aire en la que se mueve para un nivel de vuelo determinado. Así en su envolvente de vuelo, cada tipo de avión tendrá una velocidad óptima y una máxima expresadas en un porcentaje de mach en el que consumos y comportamiento del avión serán similares y predecibles, de modo que se pueda realizar un plan de vuelo operacional que permita calcular consumos y un plan de vuelo ATC que de certidumbre sobre las horas de paso -ETO- y de vuelo o endurance -EET- por los controles con mínimas variaciones sobre la previsión del operador.
En la actualidad muchas áreas de control del tráfico aéreo en ruta  o FIR (Flight information region, «región de información de vuelo»), permiten calcular la velocidad de la aeronave según el índice de costos, esto es un porcentaje de mach variable para minimizar el consumo en función del nivel del vuelo, la temperatura y presión atmosféricas y en su caso la derrota del avión de modo que este porcentaje variará constantemente en cada waypoint o entre estos.

## Generalidades
El Mach se usa comúnmente con objetos moviéndose a alta velocidad en un fluido, y en el estudio de fluidos fluyendo rápidamente dentro de toberas, difusores o túneles de viento. El número Mach no es una constante ya que depende de la temperatura. Por lo tanto, en la estratosfera no varía notablemente con la altura, incluso cuando la presión del aire cambia con la misma.
Según el modelo de la Atmósfera Estándar Internacional, aire seco al nivel medio del mar, temperatura estándar de 15 grados Celsius (59,0 °F), la velocidad del sonido es de 340,3 metros por segundo (1116,5 pies/s).
La velocidad del sonido no es una constante; en un gas, aumenta proporcionalmente a la raíz cuadrada de la temperatura absoluta, y puesto que la temperatura atmosférica generalmente disminuye al aumentar la altitud entre el nivel del mar y 11 000 metros (36 089,2 pies), la velocidad del sonido también disminuye. Por ejemplo, el modelo de atmósfera estándar reduce la temperatura a −56,5 grados Celsius (−69,7 °F) a 11 000 metros (36 089,2 pies) de altitud, con una velocidad del sonido (Mach 1) correspondiente de 295 metros por segundo (967,8 pies/s), el 86,7% del valor a nivel del mar.
Este número es muy utilizado en aeronáutica para comparar el comportamiento de los fluidos alrededor de una aeronave en distintas condiciones. Esto es posible gracias a que el comportamiento de un fluido en el entorno de un objeto es igual siempre que su número de Mach sea el mismo. Por lo tanto, una aeronave viajando a Mach 1 experimentará las mismas ondas de choque, independientemente de que se encuentre al nivel del mar (340,3 m/s, 1225,080 km/h) o a 11 000 metros de altitud (295 m/s, 1062 km/h), incluso cuando en el segundo caso su velocidad es un 86,7 % de la del primer caso.
La clasificación de los regímenes incluyendo el régimen hipersónico no es caprichosa: para M muy elevados (la frontera técnica depende de la forma del móvil, en general M>5), las ondas de choque son de tal magnitud que el aire se disocia tras ellas, y deja de ser aire, con las propiedades que en este se aceptan, para convertirse en una mezcla de gases disociada, con capas eléctricamente cargadas aunque neutra en su conjunto, que deja de comportarse como lo hacía el aire.
Se demuestra que el número Mach es también el cociente de las fuerzas inerciales (también refiriéndose a las fuerzas aerodinámicas) y las fuerzas elásticas.

### Aparición en la ecuación de continuidad
Como medida de la compresibilidad del flujo, el número de Mach puede derivarse de un escalado apropiado de la ecuación de continuidad. La ecuación de continuidad completa para un flujo de fluidos general es:
{\displaystyle {\partial \rho  \over {\partial t}}+\nabla \cdot (\rho {\bf {u}})=0\equiv -{1 \over {\rho }}{D\rho  \over {Dt}}=\nabla \cdot {\bf {u}}}
donde {\displaystyle D/Dt} es la derivada material, {\displaystyle \rho } es la densidad, y {\displaystyle {\bf {u}}} es la velocidad de flujo.  Para isentrópico cambios de densidad inducidos por presión, {\displaystyle dp=c^{2}d\rho } donde {\displaystyle c} es la velocidad del sonido.  Entonces la ecuación de continuidad puede modificarse ligeramente para tener en cuenta esta relación:
{\displaystyle -{1 \over {\rho c^{2}}}{Dp \over {Dt}}=\nabla \cdot {\bf {u}}}
El siguiente paso es no dimensionalizar las variables como tales:
{\displaystyle {\bf {x}}^{*}={\bf {x}}/L,\quad t^{*}=Ut/L,\quad {\bf {u}}^{*}={\bf {u}}/U,\quad p^{*}=(p-p_{\infty })/\rho _{0}U^{2},\quad \rho ^{*}=\rho /\rho _{0}}
donde {\displaystyle L} es la escala de longitud característica, {\displaystyle U} es la escala de velocidad característica, {\displaystyle p_{\infty }} es la presión de referencia, y {\displaystyle \rho _{0}} es la densidad de referencia.  Entonces la forma no dimensionalizada de la ecuación de continuidad puede escribirse como:
{\displaystyle -{U^{2} \over {c^{2}}}{1 \over {\rho ^{*}}}{Dp^{*} \over {Dt^{*}}}=\nabla ^{*}\cdot {\bf {u}}^{*}\implies -{\text{M}}^{2}{1 \over {\rho ^{*}}}{Dp^{*} \over {Dt^{*}}}=\nabla ^{*}\cdot {\bf {u}}^{*}}
donde el número de Mach {\displaystyle {\text{M}}=U/c}. En el límite en que {\displaystyle {\text{M}}\rightarrow 0}, la ecuación de continuidad se reduce a {\displaystyle \nabla \cdot {\bf {u}}=0}— este es el requisito estándar para flujo incompresible.

## Clasificación de los regímenes de Mach
Mientras que los términos subsónico y supersónico, en el sentido más puro, se refieren a velocidades por debajo y por encima de la velocidad local del sonido respectivamente, los aerodinamistas utilizan a menudo los mismos términos para hablar de rangos particulares de valores de Mach. Esto se debe a la presencia de un régimen transónico alrededor del vuelo (corriente libre) M = 1 en el que las aproximaciones de las ecuaciones de Navier-Stokes utilizadas para el diseño subsónico ya no se aplican; la explicación más sencilla es que el flujo alrededor de un fuselaje localmente empieza a superar M = 1 aunque el número Mach de la corriente libre esté por debajo de este valor.
Mientras tanto, el régimen supersónico se utiliza normalmente para hablar del conjunto de números de Mach para los que puede utilizarse la teoría linealizada, donde, por ejemplo, el flujo (aire) no reacciona químicamente y donde la transferencia de calor entre el aire y el vehículo puede despreciarse razonablemente en los cálculos.
En la siguiente tabla, se hace referencia a los regímenes o rangos de valores Mach, y no a los significados puros de las palabras subsónico y supersónico.
En general, la NASA define hipersónico alto como cualquier número Mach de 10 a 25, y las velocidades de reentrada como cualquiera superior a Mach 25. Entre las aeronaves que operan en este régimen se encuentran el Transbordador Espacial y varios aviones espaciales en desarrollo.
| Régimen                              | Mach      | mph        | km/h        | m/s       | Características generales del avión |
| ------------------------------------ | --------- | ---------- | ----------- | --------- | --- |
| Subsónico                            | <0,8      | <610       | <980        | <270      | La mayor parte de los aviones deportivos o con turbohélice. Alas delgadas con gran superficie y bordes redondeados. Nariz y bordes de ataque suaves. |
| Transónico                           | 1-1,2     | 610-768    | 980-1230    | 270-410   | Los reactores comerciales vuelan en régimen transónico para optimizar el alcance que ofrecen a sus operadores, esto es posible gracias a los perfiles supercríticos que permiten la reducción de resistencia en este régimen. Los aviones transónicos generalmente tienes las alas en forma de delta, retrasando el frente, y a veces se caracterizan por un diseño que pretende acercarse a la regla del área de Whitcomb. Generalmente no se diseñan aviones para esta velocidad ya que es poco eficiente, es mucho mejor diseñarlos para velocidades supersónicas bajas como Mach 1.6 |
| Supersónica                          | 1,2-5,0   | 768-3840   | 1230-6150   | 410-1710  | Los aviones diseñados específicamente para velocidades supersónicas muestran grandes diferencias en su diseño aerodinámico debido a las radicales diferencias de flujo de aire para velocidades superiores a Mach 1. Bordes afilados, secciones delgadas y estabilizadores móviles. Los aviones militares modernos tienen que comprometer un diseño que permita volar a baja y alta velocidad. Ejemplos de "verdaderos" aviones supersónicos son el Tu-144, F-104 y el Concorde. |
| Hipersónica                          | 5,0-10,0  | 3840-7680  | 6150-12300  | 1710-3415 | Cubierta de níquel-titanio; las partes del avión están altamente integradas, alas pequeñas. Boeing X-51 |
| Hipersónica alta                     | 10,0-25,0 | 7680-16250 | 12300-30740 | 3415-8465 | El control térmico empieza a dominar la consideración de diseño. La estructura debe diseñarse para operar en altas temperaturas debido al roce del aire. Se protege la cubierta mediante tejas de silicato o similar. Las reacciones químicas con el aire del entorno y la alta temperatura pueden corroer el avión por oxidación con el oxígeno atmosférico. Los diseños hipersónicos a veces son forzados a configuraciones "desafiladas" porque reducir el radio de curvatura ayuda a disminuir la temperatura.                                                                       |
| Velocidades de Reentrada atmosférica | >25,0     | >16250     | >30740      | >8465     | Escudo térmico. Forma de cápsula contundente |

## Flujo a alta velocidad alrededor de un objeto
Normalmente, las velocidades de vuelo se clasifican según su número de Mach en:[cita requerida]
| Valores       | Descripción |
| ------------- | ----------- |
| M < 0,7       | Subsónico   |
| 0,7 < M < 1,2 | Transónico  |
| 1,2 < M < 5   | Supersónico |
| M > 5         | Hipersónico |

A modo de comparación, la rapidez requerida para alcanzar una órbita terrestre baja es alrededor de 7,5 km/s = Mach 25,4 en el aire a altitudes grandes.
|     |     |
| (a) | (b) |

Fig. 1. Número Mach en el flujo de aire transónico alrededor de un perfil alar; Ma < 1 (a) y Ma > 1 (b)
A velocidades transónicas, el campo de flujo alrededor del objeto incluye partes sub y supersónicas. El régimen transónico comienza cuando aparecen las primeras zonas de flujo Ma>1 alrededor del objeto. En el caso de un perfil aerodinámico (como el ala de un avión), esto suele ocurrir por encima del ala. El flujo supersónico puede desacelerar de nuevo a subsónico sólo en un choque normal; esto ocurre típicamente antes del borde de fuga. (Fig.1a)
A medida que la velocidad aumenta, la zona de flujo Ma>1 aumenta hacia los bordes de ataque y de salida. Cuando se alcanza y pasa Ma=1, el choque normal alcanza el borde de salida y se convierte en un choque oblicuo débil: el flujo se desacelera sobre el choque, pero sigue siendo supersónico. Se crea un choque normal por delante del objeto, y la única zona subsónica en el campo de flujo es una pequeña área alrededor del borde de ataque del objeto. (Fig.1b)
|     |     |
| (a) | (b) |

Fig. 1. Número de Mach en un flujo de aire transónico sobre un perfil alar; Ma<1 (a) y Ma>1 (b).
Cuando una aeronave supera Mach 1 (es decir, la barrera del sonido) se crea una gran diferencia de presión justo delante de la aeronave. Esta diferencia de presión abrupta, llamada onda de choque, se propaga hacia atrás y hacia afuera de la aeronave en forma de cono (el llamado cono de Mach). Esta onda de choque es la que provoca el estampido sónico que se oye cuando un avión en movimiento rápido pasa por encima. Una persona dentro del avión no lo oirá. Cuanto mayor sea la velocidad, más estrecho será el cono; a poco más de Ma=1 apenas es un cono, sino que se acerca más a un plano ligeramente cóncavo.
A una velocidad totalmente supersónica, la onda de choque empieza a tomar su forma de cono, y el flujo es completamente supersónico, o (en el caso de un objeto romo), sólo queda una zona de flujo subsónico muy pequeña entre el morro del objeto y la onda de choque que crea por delante. (En el caso de un objeto afilado, no hay aire entre el morro y la onda de choque: la onda de choque parte del morro).
A medida que el número de Mach aumenta, también lo hace la fuerza de la onda de choque y el cono de Mach se hace cada vez más estrecho. Cuando el flujo de fluido atraviesa la onda de choque, su velocidad se reduce y la temperatura, la presión y la densidad aumentan. Cuanto más fuerte es el choque, mayores son los cambios. A números de Mach suficientemente altos, la temperatura aumenta tanto sobre el choque que comienza la ionización y disociación de las moléculas de gas detrás de la onda de choque. Estos flujos se denominan hipersónicos.
Es evidente que cualquier objeto que se desplace a velocidades hipersónicas estará igualmente expuesto a las mismas temperaturas extremas que el gas que se encuentra detrás de la onda de choque de la nariz, por lo que es importante elegir materiales resistentes al calor.

## Flujo de alta velocidad en un canal
Cuando un flujo en un canal que atraviesa M=1 se convierte en supersónico, se produce un cambio significativo. El sentido común nos llevaría a esperar que la contracción del canal de flujo aumentara la velocidad del mismo (es decir, que al hacer el canal más estrecho el flujo de aire es más rápido) y a velocidades subsónicas esto es cierto. Sin embargo, una vez que el flujo se convierte en supersónico, la relación entre el área de flujo y la velocidad se invierte: la ampliación del canal aumenta la velocidad. 
El resultado obvio es que para acelerar un flujo hasta el nivel supersónico se necesita una tobera convergente-divergente, en la que la sección convergente acelera el flujo hasta M=1, velocidades sónicas, y la sección divergente continúa la aceleración. Estas toberas se denominan tobera de Laval y en casos extremos son capaces de alcanzar velocidades increíbles, hipersónicas (Mach 13 a nivel del mar).
Un medidor de Mach de una aeronave o un sistema electrónico de información de vuelo (EFIS) puede mostrar el número de Mach derivado de la presión de estancamiento (tubo de Pitot) y la presión estática.
Asumiendo que el aire es un gas ideal, la fórmula para computar el número de Mach en un flujo compresible subsónico se deriva de la ecuación de Bernoulli para M <1:
{\displaystyle {M}={\sqrt {5{\Bigg [}{\bigg (}{\frac {q_{c}}{P}}+1{\bigg )}^{\frac {2}{7}}-1{\Bigg ]}}}}
donde
{\displaystyle M}  es el número de Mach
{\displaystyle q_{c}} es la presión de impacto y
{\displaystyle P} es la presión estática.
La fórmula para calcular el número de Mach en un flujo compresible supersónico se obtiene a partir de la ecuación de pitot supersónica de Rayleigh:
{\displaystyle {M}=0,88128485{\sqrt {{\Bigg [}{\bigg (}{\frac {q_{c}}{P}}+1{\bigg )}{\bigg (}1-{\frac {1}{[7M^{2}]}}{\bigg )}^{2,5}{\Bigg ]}}}}
donde
{\displaystyle M} es el número de Mach
{\displaystyle q_{c}} es la presión de impacto medida detrás de la onda de choque normal
{\displaystyle P} es la presión estática.